# Kompakt MPV
Kompakt MPV er et begreb benyttet i Europa til at beskrive MPV-udgaver af små mellemklassebiler, placeret i klassen mellem små og store MPV'er. I Japan benyttes begrebet "space wagon" sommetider til at beskrive denne biltype.
Den første bilmodel solgt som "kompakt MPV" var Renault Scénic, som ved sin introduktion i 1996 blev valgt til Årets Bil i Europa, selv om nogle japanske biler fra 1980'erne, som f.eks. Nissan Prairie eller Mitsubishi Space Wagon, var opbygget efter et lignende koncept, ligesom prototypen Lancia Megagamma fra 1978.
Senere modeller omfatter bl.a. Citroën Xsara Picasso, Ford C-MAX, Opel Zafira, SEAT Altea, Škoda Roomster og Volkswagen Touran.
De fleste kompakte MPV'er har bedre fleksibilitet end andre karrosseriformer som f.eks. sæder, som hver for sig kan foldes ned i gulvet eller fjernes helt. 
| Stub | Spire Denne bilrelaterede artikel er en spire som bør udbygges. Du er velkommen til at hjælpe Wikipedia ved at udvide den. |